# Isabelle Vincent
 (février 2013).
Si vous disposez d'ouvrages ou d'articles de référence ou si vous connaissez des sites web de qualité traitant du thème abordé ici, merci de compléter l'article en donnant les références utiles à sa vérifiabilité et en les liant à la section « Notes et références ».
Isabelle Vincent est une actrice québécoise.

## Filmographie

### Cinéma
- 2002 : Le Nèg' de Robert Morin : le docteur
- 2004 : Dans une galaxie près de chez vous de Claude Desrosiers : mère des enfants
- 2006 : Que Dieu bénisse l'Amérique de Robert Morin : coiffeuse
- 2011 : Le Bonheur des autres de Jean-Phillipe Pearson : Brigitte
- 2012 : Tout ce que tu possèdes de Bernard Émond : Anne Thibault
- 2013 : Gabrielle de Louise Archambault : Suzanne
- 2017 : C'est le cœur qui meurt en dernier : Tante Pierrette jeune

### Télévision
- 1987 : Rachel et Réjean Inc. (série TV) : Rachel Rainville
- 1988 : L'Héritage (série TV) : Carmelle
- 1991 - 2005 : Watatatow (série TV) : Guylaine Trudeau
- 1999 - 2008 : Histoires de filles (série TV) : Sylvie
- 2000 - 2004 : Fortier (serie TV) : Annie-Claude
- 2000 : Délirium (serie TV) : Clémence Doyon
- 2000 - 2004 : Le Monde de Charlotte (serie TV) : Johanne Michaud
- 2001 - 2004 : Cauchemar d'amour (serie TV) : Marie-France
- 2002 - 2003 : Tabou (serie TV) : Guylaine Dussault
- 2002 - 2009 : Annie et ses hommes (serie TV) : Lucie Bélanger
- 2003 : Ramdam (serie TV) : Rachel Doucette
- 2004 : Le Rire de la mer (TV) : Pénélope
- 2004 : Smash (série TV) : Laurence, l'ex-femme de Sylvain
- 2005 : Providence (série TV) : Diane Bourgeois
- 2006 : Les Hauts et les Bas de Sophie Paquin (série TV) : Louise Nantel
- 2010 - 2013 : Rock et Rolland (série TV) : Françoise Vincent
- 2011 : Penthouse 5-0 (série TV) : Louise Nantel
- 2011 - 2016 : 30 vies : Judith Carpentier
- 2012 et 2013 : Toute la vérité : Yolande Trottier, avocate
- 2015 : Nouvelle Adresse : Doris Bélanger
- 2015 : Mon ex à moi : Micheline Desrosiers
- 2016 : Feux : Francine Forget
- 2017 : Olivier : Sœur Noëlla
- 2023: Inspirez expirez : Paule